# Oder
Pour les articles homonymes, voir Odra.
 (janvier 2016).
Si vous disposez d'ouvrages ou d'articles de référence ou si vous connaissez des sites web de qualité traitant du thème abordé ici, merci de compléter l'article en donnant les références utiles à sa vérifiabilité et en les liant à la section « Notes et références ».
L’Oder (Odra en polonais, tchèque et sorabe ; Oder en allemand, français et anglais ; Suevus en latin classique ; Oddera ou Odera en latin médiéval ; Viadrus en néolatin) est un fleuve d’Europe centrale d’une longueur totale de 854 km.
Depuis sa source, située en République tchèque, l’Oder descend dans le Sud-Ouest de la Pologne, puis il est rejoint par la rivière Neisse (en polonais : Nysa) et constitue alors l’actuelle frontière naturelle entre l’Allemagne et la Pologne, jusqu’à son embouchure sur la lagune de Szczecin, qui donne sur la mer Baltique. C’est le deuxième plus long fleuve polonais après la Vistule.

## Géographie
L’Oder prend sa source à 627 m d’altitude en Moravie, au Fidlův kopec, dans l’Oderské vrchy, contrefort oriental des Sudètes, près d’Olomouc (dans le massif montagneux de Hrubý Jeseník), où il constitue, sur une partie, la frontière entre la Silésie et la Moravie. Après Ostrava, il franchit la frontière entre la Tchéquie et la Pologne, puis traverse les régions polonaises (voïvodies) de Silésie, d’Opole, de Basse Silésie (et sa capitale, Wrocław), de Lubusz et enfin de Poméranie-Occidentale (et sa capitale, Szczecin).
Depuis son confluent avec la Neisse de Lusace à Ratzdorf (au nord de Guben, en Brandebourg), jusqu'au nord de Schwedt-sur-Oder, son milieu marque la frontière entre la Pologne et l’Allemagne. Il sépare notamment les villes de Francfort-sur-l'Oder et Słubice.
Entre Schwedt-sur-Oder et Gartz, l’Oder se partage en deux bras : l’Oder occidental (en polonais : Odra Zachodnia) et l’Oder oriental (Odra Wschodnia). L’Oder occidental est rivière frontière jusqu’à Mescherin, avant de se mettre à couler, comme l’Oder oriental, uniquement en territoire polonais. La pente des trente derniers kilomètres avant Szczecin ne fait que quelques centimètres. À partir de Szczecin, le fleuve est accessible aux navires de haute mer.
L’Oder se jette dans la lagune de Szczecin, qui communique avec la mer Baltique. Au cours des 150 dernières années, des travaux de correction ont réduit la longueur de l’Oder de 1 040 km à 854 km aujourd'hui. En 1997 a eu lieu la dernière grande crue de l’Oder, qui a, entre autres, grandement endommagé la ville de Wrocław.

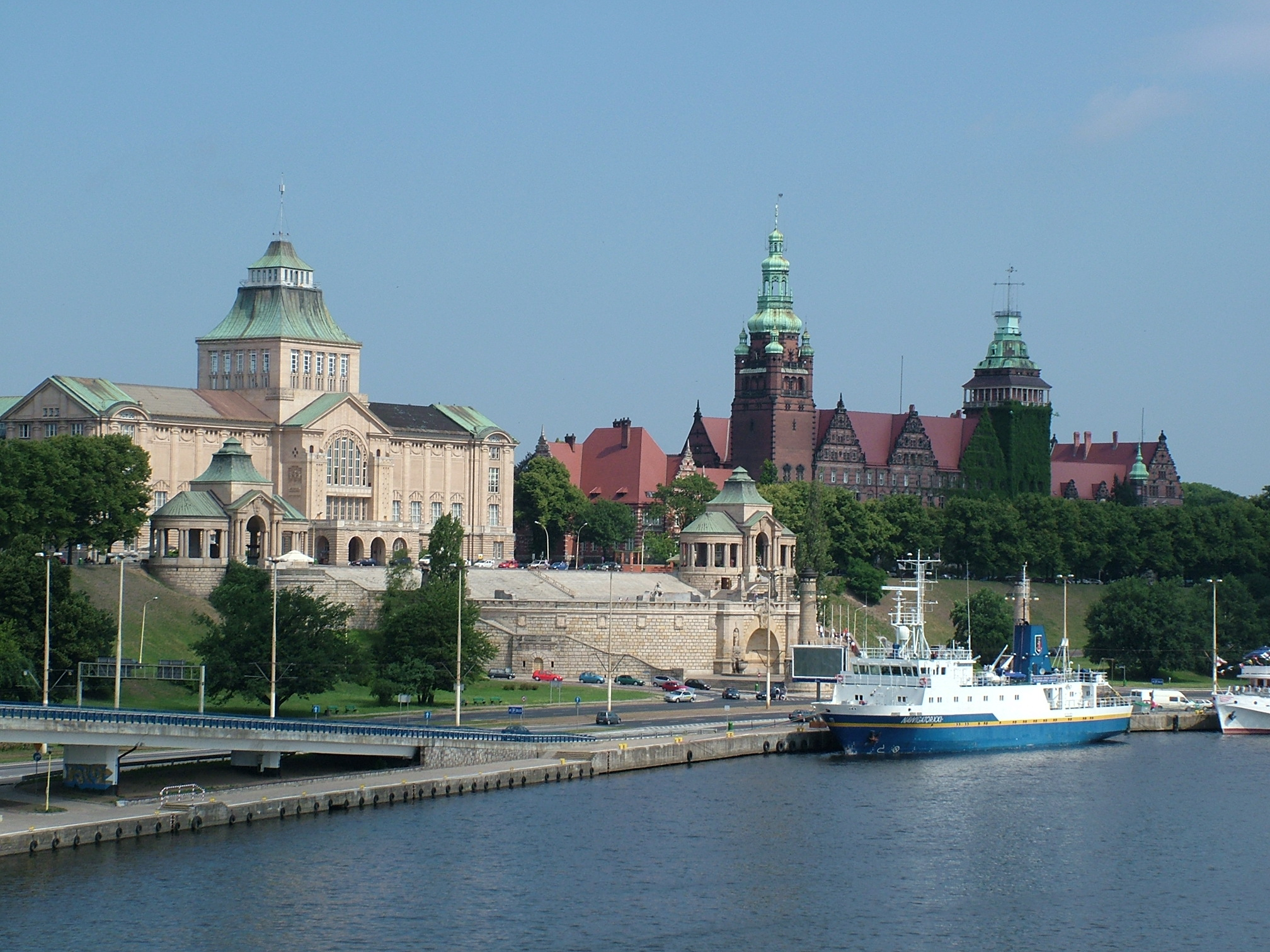
L’Oder à Szczecin (Pologne).
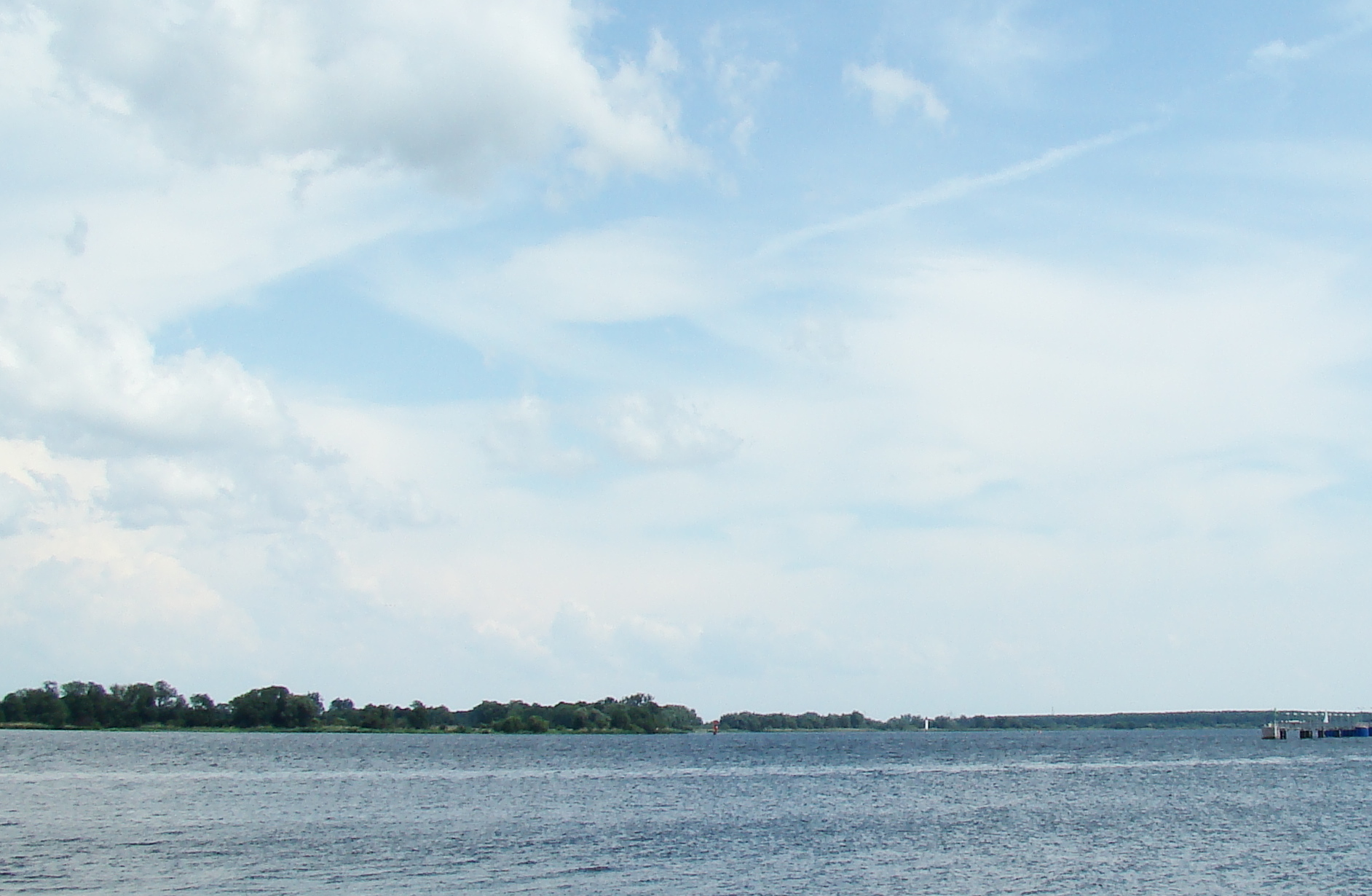
L’Oder à Police (Pologne).
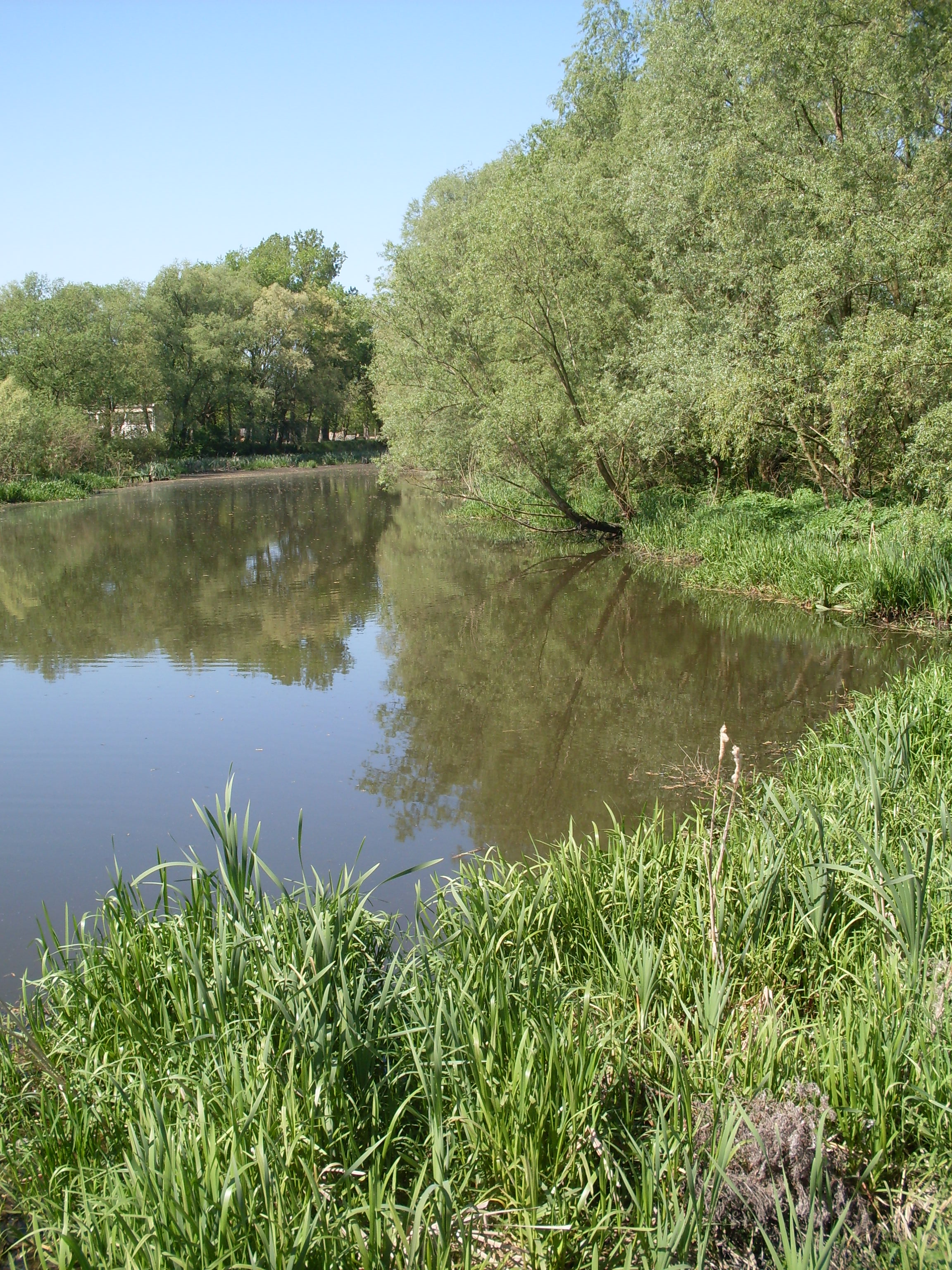
La Łarpia, un défluent de l’Oder à Police.
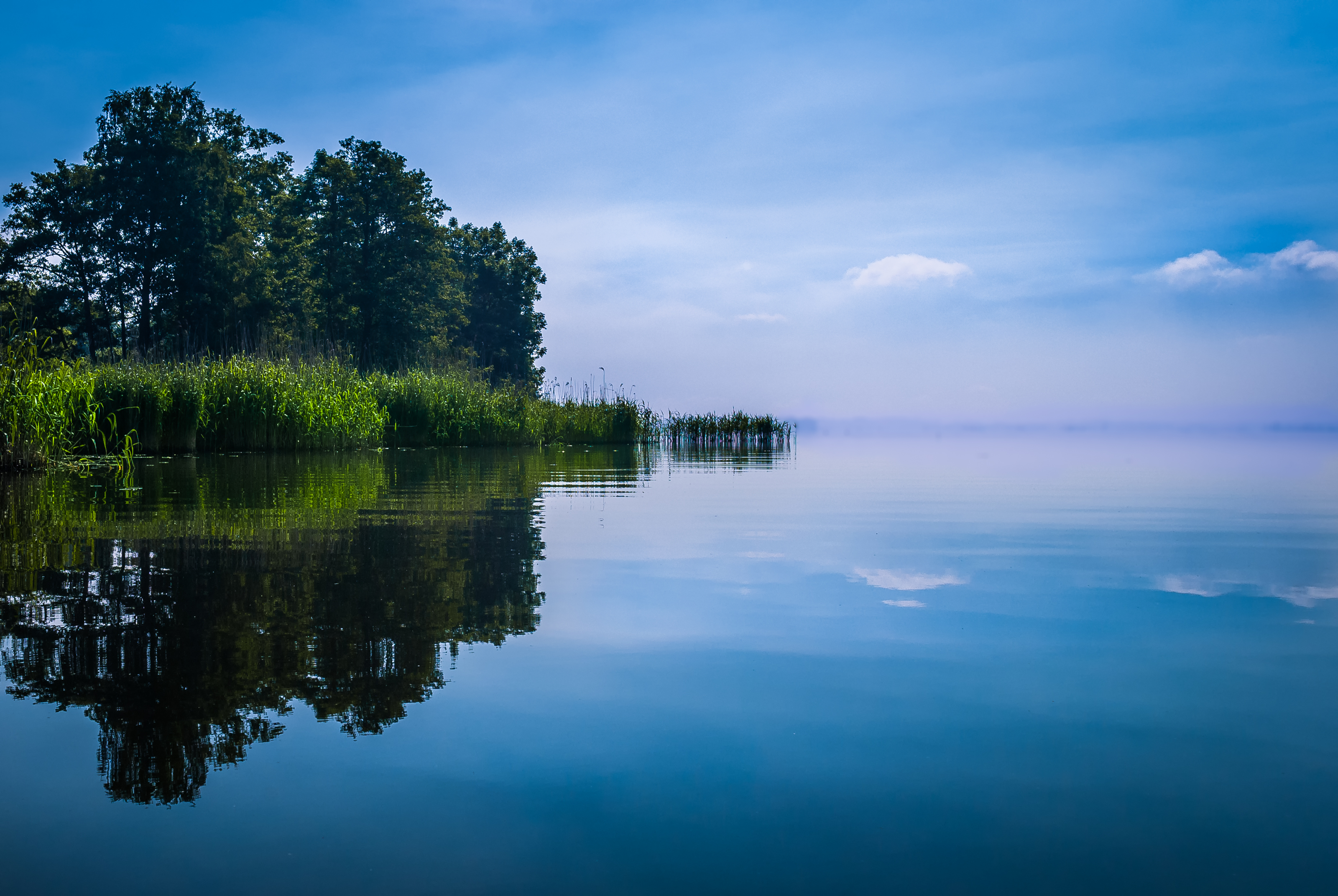
Le lac de Dąbie, élargissement de l'Oder peu avant son embouchure.

## Affluents

### En rive droite
L'Ostravice – l'Olza – la Ruda – la Bierawka – la Kłodnica – la Czarnka – la Mała Panew – la Stobrawa – la Widawa – la Jezierzyca – la Barycz – la Krzycki Rów – l'Obrzyca – la Jabłonna – la Pliszka – l'Ołobok – la Gryżynka – la Warta et avec elle, le Noteć – la Myśla – la Kurzyca – la Stubia – la Rurzyca – la Tywa – la Płonia – l'Ina – la Gowienica - la Śmieszka.

### En rive gauche
l'Opava – la Psina (Cyna) – le Cisek – l'Olszówka – la Stradunia – l'Osobłoga – la Prószkowski Potok – la Nysa Kłodzka – l'Oława – la Ślęza – la Bystrzyca – la Średzka Woda – la Cicha Woda – la Kaczawa – la Ślepca – la Zimnica – le Dębniak – la Biała Woda – la Czarna Struga – la Śląska Ochla – la Zimny Potok – la Bóbr – l'Olcha – la Racza – la Nysa Łużycka, qui marque la frontière entre l'Allemagne et la Pologne – le Finow – la Gunica.

## Nature et pollution
Une pollution massive de l'Oder probablement par des solvants contenant du mercure, a vraisemblablement eu lieu le 27 ou 28 juillet 2022 près d'Opole en Pologne. La partie polonaise a tardé à avertir les autorités environnementales allemandes. Début août, plusieurs tonnes de poissons morts étaient récupérées. Les effets à long terme sur la faune fluviale ne sont pas encore prévisibles,. Néanmoins, la ministre polonaise de l'Environnement, Anna Moskwa, a précisé mi-août qu'« aucun des échantillons testés jusqu'à maintenant n'a montré des substances toxiques ». Les autorités allemandes soupçonnent alors une « algue dorée » toxique d'être probablement responsable de la mort de plus de 100 tonnes de poissons dans le fleuve.